# 伊藤心太郎
伊藤 心太郎（いとう しんたろう、1960年2月15日 -  ）は、日本のソングライター、編曲家、キーボーディスト、音楽プロデューサー。メロネスト所属。

## 来歴
大学生のころから堀江淳をキーボード担当としてサポートする。
1983年 - バンド「Bakelite Blues Band」の一員として日本クラウンからデビューする。
「Bakelite Blues Band」の解散後、1987年に「RATJEN BOY CLUB」を結成、パイオニアLDCから6枚のシングル、2枚のアルバムをリリースする。「RATJEN BOY CLUB」の解散後、作曲家、編曲家、音楽プロデューサーとしてソロ活動を始める。
2008年6月 - 手越祐也と増田貴久によるボーカルユニットテゴマスに提供した「アイアイ傘」がオリコン週間シングルチャートで自身初となる1位を獲得。
2015年 - 「恋するフォーチュンクッキー」の作曲でJASRAC賞金賞を受賞。

## 人物
1960年代 - 1980年代の西洋音楽に造詣が深い。堀江淳、葛城ユキ、財津和夫らのサポートを手がける。最近では、AKB48グループに楽曲提供を行っている。音楽活動のみならず、仙台コミュニケーションアート専門学校のピアノ科・作編曲科の講師も務める。

## 提供作品
浅香唯
- 「Smile Away」（作曲）
- 「Color」（作曲）
- 「Close to My Heart」（作曲）
- 「秘密にできない」（共作曲）
- 「Our Birthday」（作曲）
- 「DIAMOND RAIN」（共作曲）
- 「STRANGE CITY」（共作曲）

ISSA
- 「白い雪」（作詞・作曲）

岩田光央
- 「グライダー」（作曲）

上奥まいこ
- 「真夏のハレーション」（共作詞・作曲）（作詞は上奥まいこと共作）
- 「雨の日曜日」（作曲）
- 「外は雨」（共作詞・作曲）（作詞は上奥まいこと共作）

AKB48グループ
- AKB48
  - 「最後の制服」（作曲・編曲）
  - 「109（マルキュー）」（作曲）
  - 「ゴンドラリフト」（作曲）
  - 「蕾たち」（作曲）
  - 「恋するフォーチュンクッキー」（作曲）
  - 「君は気まぐれ」（作曲）
  - 「#好きなんだ」（作曲）
  - 「目撃者」（作曲）
  - 「片思いの卒業式」（作曲）
  - 「Stand up」（作曲・編曲）
  - 「掌」（編曲）
  - 「制服レジスタンス」（作曲）
  - 「シクラメンが咲く頃」（作曲）
  - 「愛の存在」（作曲）
  - 「へなちょこサポート」（作曲・編曲）
  - 「彼女」（作曲）
  - 「よわむしけむし」（作曲・編曲）
  - 「やさしくありたい」（作曲・編曲）

- SKE48
  - 「桜、覚えていてくれ」（作曲・編曲）
  - 「金の愛、銀の愛」（作曲・編曲）
  - 「生まれ変わっても」（作曲・編曲）
  - 「Glory days」（作曲・編曲）
  - 「Doubt!」（作曲・編曲）

- NMB48
  - 「最後のカタルシス」（作曲・編曲）

- NGT48
  - 「君はどこにいる?」（作曲）
  - 「みどりと森の運動公園」（作曲）

- 指原莉乃
  - 「初恋ヒルズ」（作曲）

- DiVA
  - 「Fade out」（作曲）

- ノースリーブス
  - 「Answer」（作曲・編曲）

- Not yet
  - 「ハグ友」（作曲・編曲）

- NO NAME
  - 「夢は何度も生まれ変わる」（作曲・編曲）

- フレンチ・キス
  - 「サヨナラをあと何回…」（作曲）

- 渡り廊下走り隊
  - 「恋のチューイング」（作曲）

大河元気
- 「RISE」（作曲）

小清水亜美
- 「この恋は忘れない」（共作詞・共作曲・編曲）（作詞と作曲は芙咲由美恵と共作）

坂道シリーズ
- 乃木坂46
  - 「忘れないといいな」（作曲・編曲）
  - 「さざ波は戻らない」（作曲）
  - 「夏桜」（作曲）

- 日向坂46
  - 「孤独な瞬間」（作曲）

白石涼子
- 「太陽のかけら」（編曲）
- 「ラヴ Diamond」（編曲）
- 「春だよ」（編曲）
- 「まっさらな未来」（編曲）
- 「Traveler」（編曲）
- 「夏の夕暮れと涙の誓い」（編曲）

JULEPS
- 「Hid love」（作曲）

SMILY☆SPIKY
- 「Ready to Go」（作曲）

ZONE
- 「Sae Zuri」（作曲）
- 「＋.－.×.÷」（作曲・編曲）

滝口成美
- 「GEKI-TEKI EVOLUTION」（作曲）

テゴマス
- 「アイアイ傘」（作曲）

テミヤン
- 「Smile」（作詞・共作曲・編曲）（作曲はTemiyanと共作）
- 「好きで、、」（作詞・作曲・編曲）
- 「いつまでも・・大切な人」（編曲）
- 「やり直そうぜ」（編曲）
- 「桜咲いたハレの日」（友常正巳と共編曲）
- 「衣替え」（編曲）
- 「月と舟」（Temiyanと共編曲）
- 「生きてゆくこと」（友常正巳と共編曲）

Tokyo Cheer② Party
- 「パパへ 〜キセキノウタ〜」（作曲）
- 「夢番傘」（Temiyanと共作曲）

中河内雅貴
- 「走り出す時」（当摩朗と共作曲）
- 「宇宙飛行」（当摩朗と共作曲）

福永ちな
- 「恋してる」（作詞・作曲）

WHITE SCORPION
- 「非常手段」（作曲）

まいめろでぃーず
- 「夢見るチカラ」（作曲・編曲）

森口博子
- 「I wish 〜君がいるこの街で〜」（作曲・編曲）
- 「いつもそばに・・・」（作曲・編曲）

森下悠里
- 「マイフレンド」（作詞・作曲）

√9
- 「サムライマン」（Temiyanと共作曲）

渡辺麻友
- 「三つ編みの君へ」（作曲）

### アニメ・ゲームソング
アイドルマスター
- 「自転車」（作曲・編曲）

会長はメイド様!
- 「チェリー」（作曲）

ネオ アンジェリーク Abyss
- 「I pray〜風に乗せて」（作曲・編曲）
- 「漆黒のLament」（作曲・編曲）

フレッシュプリキュア!
- 「いつもココロにほほえみを」（作曲）